# ادوئی‌ها
ادوئی‌ها (به لاتین: Aedui) یک قوم گالیایی بودند که در فرانسه امروزی میان رودهای سون و لوآر می‌زیستند، و نه چنان‌که استرابون می‌گوید میان سون و دو. در آینده قلمرو آنان بخش اعظم سون-ا-لوآر، کوت دور و نی‌یور کنونی را هم دربرگرفت.
پیش از فتوحات ژولیوس سزار نیز ادوئی‌ها روابطی با جمهوری روم داشتند و در نیمهٔ دوم سده ۲ (پیش از میلاد) به متحد آنان بدل شدند یعنی هنگامی‌که سکوانی‌ها ــ قبیله‌ای که در دیگر کرانهٔ رود سون می‌زیست و با ادوئی‌ها در تضاد مداوم بود ــ به قلمرو ادوئی‌ها یورش بردند و آن را به کمک پادشاه ژرمن‌ها یعنی آریوویستوس منقاد خود کردند و ادوئی‌ها هم دیویکیاکوس را به رم فرستادند تا خواستار کمک سنای روم شود، امّا نتیجه‌ای نگرفتند.
با رسیدن ژولیوس سزار به گل در ۵۸ ق. م، او خودمختاری ادوئی‌ها را به آنان بازگرداند. با این‌حال اینان در ائتلاف ضدسزاری تحت رهبری ورسینگتوریکس شرکت جستند امّا پس از تسلیم فرد مزبور در نبرد آلیزیا، تصمیم گرفتند به اتحاد با رومیان بازگردند. آگوستوس شهر باستانی آنان به نام بیبراتی را ویران کرده و آنرا با آگوستودونوم (اوتن امروزی) جایگزین ساخت.